# 大慧宗杲
大慧宗杲（だいえ そうこう、だいえ しゅうこう）は、中国の宋代の臨済宗楊岐派第5代の僧。諡号は普覚禅師、賜号は仏日大師、大慧禅師、字は曇晦、号は妙喜・雲門。俗姓は奚。公案を用いて悟りに至る「看話禅」(公案禅)の大成者として知られる。

## 生涯
宣州寧国県の出身。16歳で出家し、洞山道微、泐潭文準に参禅し、東京にある天寧寺で兜率従悦（黄龍派）に学んだあと、圜悟克勤のもとで悟りを開き嗣法した。紹興7年（1137年）に臨安の径山能仁禅院（五山の1つである径山寺）に住した。趙州無字の公案参究を主張して、曹洞宗の真歇清了を黙照禅として批判し、多くの士大夫が帰依した。また、楊岐派のなかに大慧派を形成した（禅林墨跡#大慧派を参照）。
その後、張九成の帰依を得たことからその政争に連座して、衡山（現在の湖南省衡陽市）に、またのちに梅州程郷県に流罪となり、衡山では『正法眼蔵』を著す。69歳の時に許されて、径山に再住し、看話禅（公案禅）を挙揚した。径山の他に阿育王山にも住し、天子や士大夫にも支持を得て、門弟は2千人を超えたという。なお、「看話禅」の語は、もとは、南宋の宏智正覚が大慧宗杲の禅風を評したものである。
隆興元年8月10日（1163年9月9日）、示寂。著書に『大慧語録』『大慧武庫』などがある。『大慧語録』30巻は大蔵経に編入された。

## 真の禅法をめぐって
曹洞宗に属した宏智正覚と、真の禅法をめぐって激しく対立した。宗杲は、公案を用いることによって言語による思考に大きな疑問を抱えつつ坐禅し、その疑問を打ち破ることにより悟りへと向かうという、臨済宗の禅法を正しいものと認めた。対立する正覚は、悟りという目標を設定することによって無明と悟りという二元論的構造が生じることを避けるために、坐禅すること自体が坐禅の目的であるような自己完結的な禅法の中で本来具有している仏性が顕れるとしたので、宗杲はこれを「黙照禅」と呼んで批判した。
この臨済宗と曹洞宗の理論的な対照は、宗杲と正覚の当時から現在の日本にまで継続している。しかし当時の中国社会では、宗杲の理論が支持を受け、臨済宗が大いに隆盛することとなった。
日本の南北朝時代の臨済僧中巌円月は、東陽徳輝を通じて大慧宗杲の法に連なる。

## 日本語文献
- 荒木見悟訳著『禅の語録 17　大慧書』筑摩書房、1969、新訂版2016
- 石井修道訳著『禅語録　大乗仏典 中国・日本篇 第12巻』中央公論社、1992[5]
- 藤本治『無の道　大慧禅師の法語』春秋社、1991